# Jardín botánico de la universidad de California, Campus de Riverside
El Jardín Botánico de Riverside en inglés: University of California, Riverside, Botanic Gardens es un jardín botánico de 40 acres (162,000 m²) de extensión que alberga más de 3,500 especies de plantas procedentes de todo el mundo. 
Está administrado por la Universidad de California, Riverside (UCR). 
El código de identificación del University of California, Riverside, Botanic Gardens como  miembro del "Botanic Gardens Conservation Internacional" (BGCI), así como las siglas de su herbario es UCR.

## Localización
El jardín botánico se ubica en la parte este de las colinas de la "Box Springs Mountain" en el campus de la Universidad de California, Riverside en Riverside, California, Estados Unidos, constando de cuatro millas de sendas a través de varios microclimas y terreno ondulado.
Riverside Botanic Gardens, University of California, Riverside, Riverside county California CA 92521 United States-Estados Unidos.
Planos y vistas de satélite.33°58′32.37″N 117°19′52.46″O / 33.9756583, -117.3312389

## Historia
El impulsor inicial de la idea del jardín botánico ya en el año 1954, fue el profesor de botánica Victor Goodman que provenía de la Universidad de Misuri quien inició plantaciones en el campus. Continuando en este propósito en 1957, el Dr. Frank Vasek quien consiguió que se pusieran a disposición de este proyecto 37 acres de terreno junto a la universidad. El jardín botánico fue creado oficialmente en 1963, siendo Frank Vasek su primer director. 

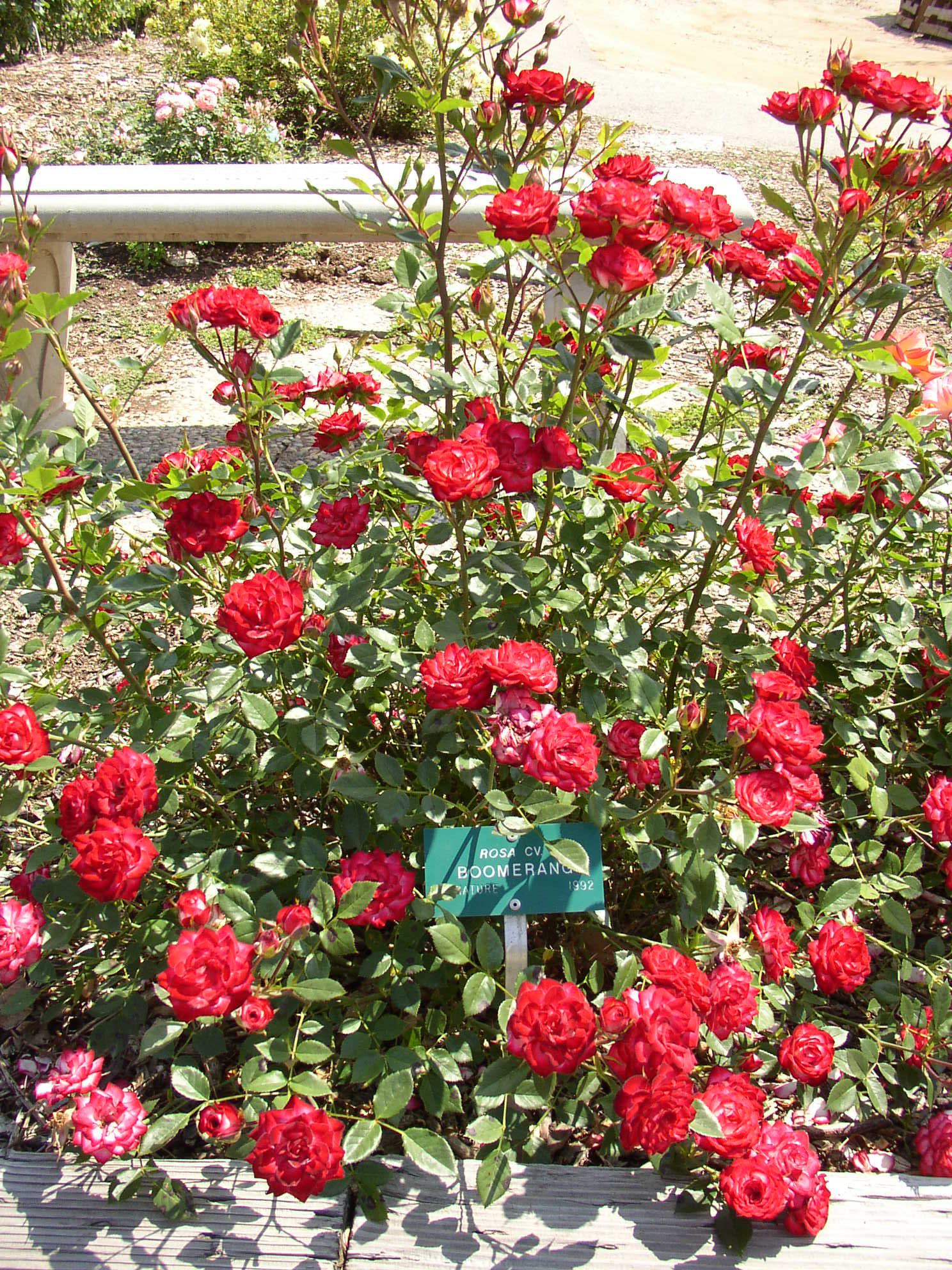
Rosa Boomerang en el campus de la UCR.

Actualmente el jardín botánico de la UCR consta de dos partes:
Los jardines del campus de la UCR y los jardines botánicos de 40 acres. El área ajardinada alrededor de los edificios del campus exhibe una amplia variedad de plantas adaptadas a los ecosistemas áridos del área interior de la California meridional. 
Los jardines fueron creados sobre todo con propósito de enseñanza y sirven para proporcionar los materiales de plantas para los cursos que aquí tienen lugar, así como para exhibir especies vegetales de todas las partes del mundo. Una organización de ayuda, amigos del jardín botánico de la UCR, fue creado en 1980. 
Una popular venta de plantas botánicas organizada semestralmente por el jardín proporciona una ayuda económica además de dar a conocer el jardín entre los ciudadanos en general.

## Colecciones organizadas por especies
- "Cañón Alder" - Plantas riparias nativas de California entre las que se incluyen azaleas, camellias, hydrangeas y helechos.
- Rosaleda - Más de 300 especies de rosas, variedades del acervo, miniaturas, floribundas, grandifloras y Híbridos de rosas del Té.
- Jardín de Hierbas - Aromáticas, culinarias, de zonas áridas y medicinales.
- Cactarium - Cientos de cactus, ocotillos, agaves, yuccas, etc.
- Jardín de Iris - Más de 150 cultivares de iris.
- Paseo de las Lilas - diversas variedades de lilas.
- Huerto de Frutas Subtropicales - Citrus, guayabas, zapotes, aguacates, nueces macadamia y otros árboles frutales subtropicales.

## Colecciones organizadas por origen geográfico
- Jardín de África del Sur - Aloes, Carpobrotus edulis, Amaryllis, y plantas silvestres de África del Sur
- Sección de los Desiertos del Suroeste - Colección extensa de las plantas que se pueden encontrar en los desiertos del suroeste de los EE. UU., haciendo un énfasis especial en las nativas de Mojave, Valle Coachella y desiertos de Colorado
- Sección de Sierra Foothills - Chaparral y plantas del pinar de Foothill, tal como el pino de foothill, Caoba de montaña, Ungnadia de California, Fremontodendron californicum, sumajes y yuccas
- Jardín de "Boysie Day" de Baja California - Boojum tree, palo adán, árbol pie de elefante, lomboy, y slipper plant
- Sección de Australia - Eucalyptus, Callistemon, melaleucas, grevilleas, acacias, etc.
- Bosques Templados Caducifolios - Una selección de árboles y arbustos de las zonas templadas de China y el este de Estados Unidos incluyendo moral de papel, secuoya del alba, árbol lluvia de oro, liquidambar, y aceres.

## Fauna
El jardín alberga en su recinto a 195 especies de aves, tal como milanos, halcones y cernícalos a codornices, chorlos, golondrinas, estorninos y pájaros carpinteros. Mamíferos, tal como ardillón de California, Audubon cottontails, ratas canguro, tuzas, coyotes, zorro grís, marsupiales, rata americana del desierto, mofetas y lince rojo, y reptiles incluyendo lagartos y numerosas especies de serpientes desde la serpiente toro de SanDiego a las venenosas serpientes de cascabel, que también polulan por el jardín. Anfibios residentes incluyen rana toro americana, sapo boreal, Salamandras y el Pacific tree frogs.